# 안나 카레니나 (2012년 영화)
안나 카레니나(Anna Karenina)는 2012년 공개된 영국의 드라마 영화이다. 레프 톨스토이의 동명의 소설을 바탕으로 제작되었다.

## 줄거리
1874년 러시아 제국을 배경으로, 바람을 피운 남편 스테판 때문에 괴로워하던 돌리는 남편을 내쫓는다. 스테판의 누나이자 상트페테르부르크 사교계 명사인 안나 카레니나는 남편 알렉세이 카레닌과 아들 세료자와 함께 살고 있는데, 동생 부부를 화해시키기 위해 모스크바로 향한다.
그곳에서 스테판은 시골 생활을 선호하며 사교계에서 소외된 지주 귀족 레빈을 만나고, 레빈은 스테판의 처제 키티에게 청혼하려 한다. 하지만 키티는 부유한 장교 브론스키와의 결혼을 꿈꾸며 거절한다. 기차에서 안나는 브론스키의 어머니를 만나고, 곧 브론스키와 서로에게 강렬한 끌림을 느낀다. 결국 안나는 돌리를 설득해 스테판과 재결합시킨다. 무도회에서 브론스키는 키티와 단 한 번 춤을 추고는 안나에게만 관심을 보이며 키티를 실망시킨다. 브론스키는 안나를 따라다니겠다고 말한다.
상트페테르부르크로 돌아온 안나와 브론스키는 곧 소문이 퍼지고, 브론스키는 타슈켄트 승진 제안도 거절하며 안나 곁에 머물고 싶어 한다. 그들은 결국 사랑을 나누고, 레빈은 키티가 브론스키와 결혼하지 못할 것이라는 소식을 듣고 시골 생활에 집중하며 농부의 딸과의 결혼을 고려한다. 안나는 임신 사실을 브론스키에게 알리고, 브론스키는 그녀가 남편을 떠나길 원한다. 안나는 남편에게 브론스키와의 관계를 고백하고 남편은 이혼을 요구한다. 레빈은 키티에 대한 사랑을 깨닫고 재회 후 결혼한다. 조산으로 고통받는 안나는 브론스키를 찾지만, 결국 남편에게 돌아가기로 결심한다. 하지만 브론스키의 설득으로 딸과 함께 이탈리아로 떠난다.
레빈과 키티는 레빈의 영지로 돌아가고, 그곳에서 레빈의 형 니콜라이가 마샤와 함께 병들어 살고 있는 것을 발견한다. 키티는 사회적 규범을 무시하고 마샤를 도와 니콜라이를 간호한다. 한편, 안나는 아들 생일 때문에 상트페테르부르크로 돌아가지만 남편에게 거절당하고, 브론스키의 외도를 의심하기 시작한다. 오페라에서 공개적으로 무시당한 후 호텔에서 절망하고 모르핀을 복용한다.
돌리는 키티가 모스크바에서 출산 중이며, 스테판은 여전히 바람을 피우지만 받아들이고 사랑하게 되었다고 안나에게 전한다. 브론스키는 사업 때문에 어머니를 만나야 한다고 말하고, 소로키나 공주가 브론스키를 그의 집으로 데려오자 안나는 브론스키가 그녀와 결혼하려 한다고 오해한다. 브론스키의 영지로 돌아가는 기차에서 안나는 브론스키와 소로키나 공주가 사랑을 나누는 환상을 보고 절망하며 모스크바에 도착한 후 기차에 몸을 던진다. 마지막 장면에서는 충격받은 브론스키, 아이를 목욕시키는 키티와 레빈, 은퇴한 채 아이들과 노는 카레닌의 모습이 교차된다.

## 출연
- 키이라 나이틀리 - 안나 아르카디예브나 카레니나
- 주드 로 - 알렉세이 알렉산드로비치 카레닌 백작
- 에런 존슨 - 알렉세이 키릴로비치 브론스키 백작
- 매슈 맥페이든 - 스테판 "스티바" 아르카디예비치 오블론스키
- 켈리 맥도널드 - 다리야 "돌리" 알렉산드로브나 오블론스카야
- 알리시아 비칸데르 - 예카테리나 "키티" 알렉산드로브나 시체르바츠카야 공주
- 도널 글리슨 - 콘스탄틴 "코치야" 드미트리예비치 레빈
- 올리비아 윌리엄스 - 브론스카야 백작부인
- 루스 윌슨 - 옐리자베타 "벳시" 트베르스카야 공주
- 에밀리 왓슨 - 리디아 이바노바 백작부인
- 미셸 도커리 - 미야그카야 공주
- 라파엘 페르소나즈 - 알렉산데르 키릴로비치 브론스키
- 헨리 로이드휴스 - 부리소프
- 홀리데이 그레인저 - 남작부인
- 셜리 헨더슨 - 메메 카르타소프
- 빌 스카르스고르드 - 마호우텐
- 카라 델레바인 - 소로키나 공주
- 알렉산드라 로치 - 마리 노르드스톤 백작부인
- 토머스 하우스 - 야시빈
- 타니슈타 샤터레이 - 마샤
- 에메랄드 페넬 - 메르칼로바 공주